# Nobelprismuseet

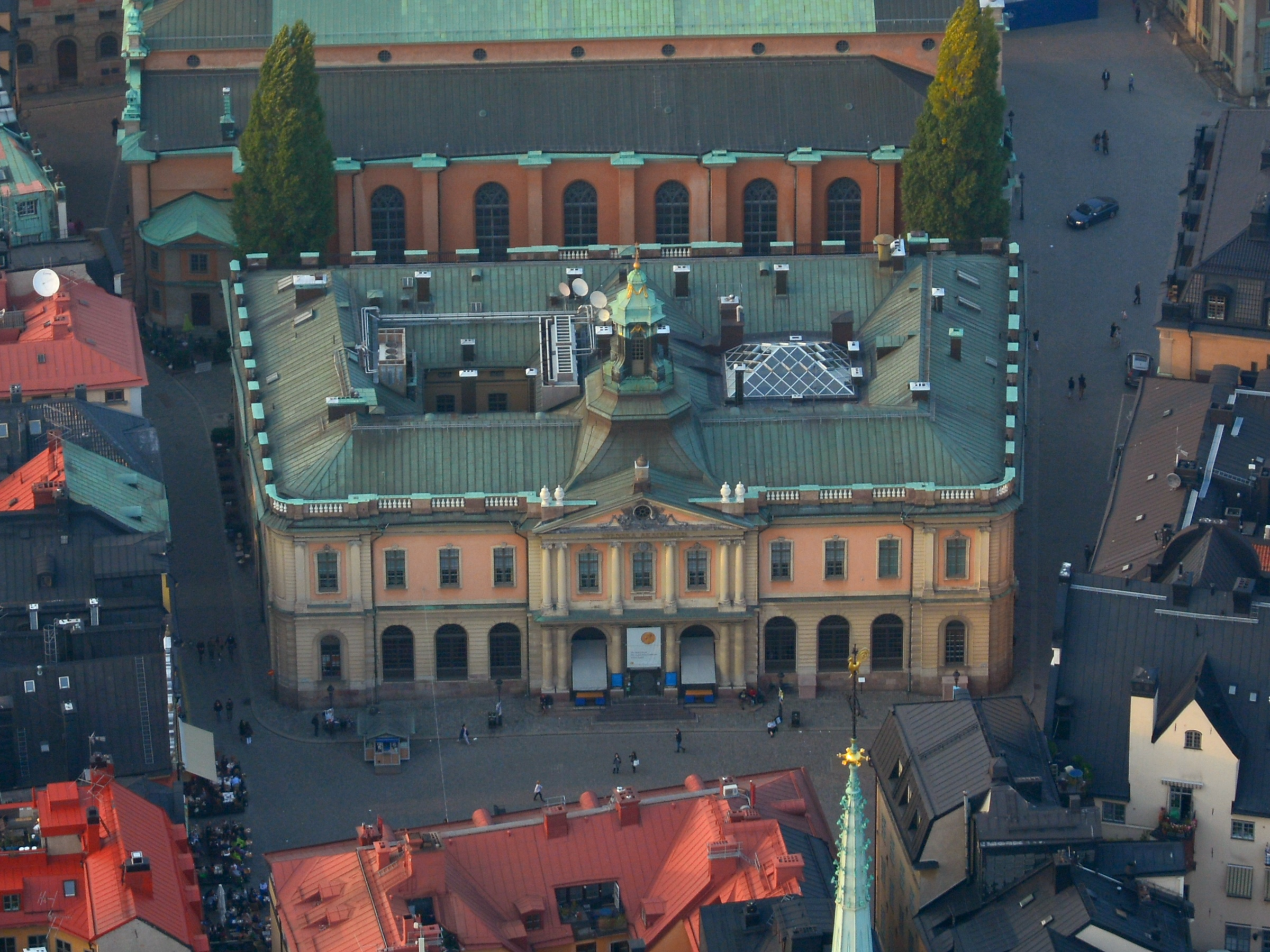
Nobelmuseet från ovan.

Nobelprismuseet eller Nobel Prize Museum (före 2019 Nobelmuseet) är ett museum om Nobelpriset och Nobelpristagarna, beläget i Börshuset på Stortorget 2 i Gamla stan, Stockholm, invigt 2001 i samband med 100-årsfirandet av Nobelpriset. Chef är Erika Lanner. Museet bytte namn till Nobel Prize Museum från Nobelmuseet den 21 januari 2019.

## Utställningarna
På Nobelprismuseet presenteras uppfinnaren och entreprenören Alfred Nobel samt alla Nobelpristagarna från fysikpristagaren Wilhelm Conrad Röntgen år 1901 till de senaste. Bland de mer kända är Marie Curie (fysikpris 1903 och kemipris 1911), fredspristagaren Aung San Suu Kyi (1991) och litteraturpristagaren Tomas Tranströmer år 2011. Det finns också ett utrymme med tillfälliga utställningar vars innehåll varierar. Museet organiserar guidade turer och visar filmer och föremål runt Nobelpriset. I anslutning till museet finns butik och kafé.

## Bibliotek
Museets forskningsbibliotek invigdes år 2005 och ligger i Börshusets källare. Det är ett humanistiskt specialbibliotek med samlingar i första hand rörande Alfred Nobel, Nobelpriset, Nobelpristagarna och annan Nobeliana. Övriga områden är museologi, idéhistoria och vetenskapshistoria. Beståndet innehåller i nuläget drygt 5 000 monografier, där det stora flertalet är sökbara via den svenska nationella bibliotekskatalogen LIBRIS. Biblioteket är öppet för allmänheten och nås via Källargränd 4.

## Nobel Center
För att få större lokaler för verksamheten planerade Nobelstiftelsen att uppföra Nobelcenter på Blasieholmen. I april 2013 utsågs David Chipperfield till vinnare i arkitekttävlingen om utformningen av det nya huset. Efter fem års planerings-, tillstånds- och opinionsarbete upphörde dock projektet till följd av ett beslut fattat av den nya politiska majoriteten i Stockholm Stad. Nobelorganisationen i Stockholm har för avsikt att fortsätta arbetet med att skapa ett nytt hem för Nobelpriset, denna gång i Slussen istället. 

## Bilder

### Byggnad

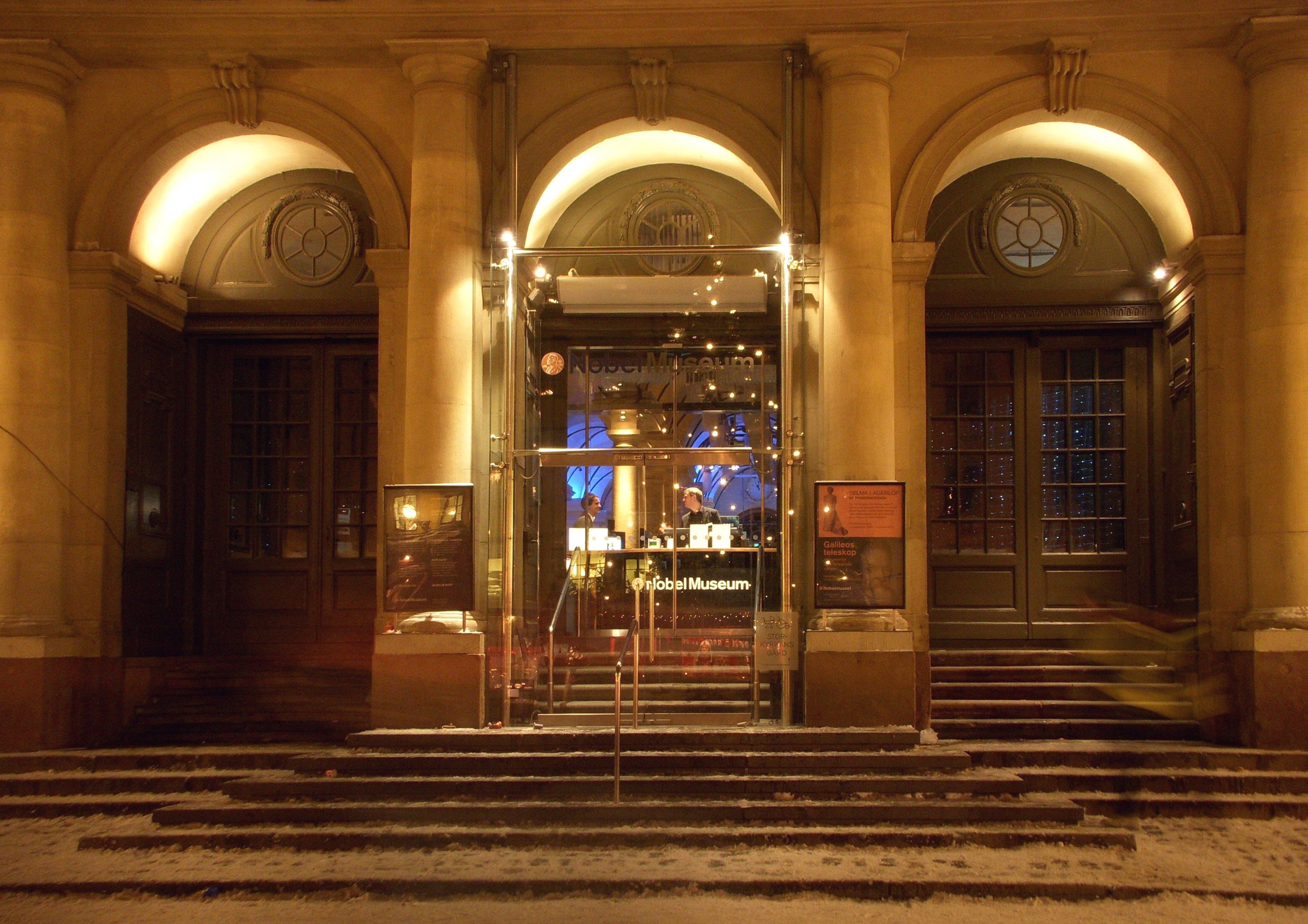
Entrén på kvällen, 2009.
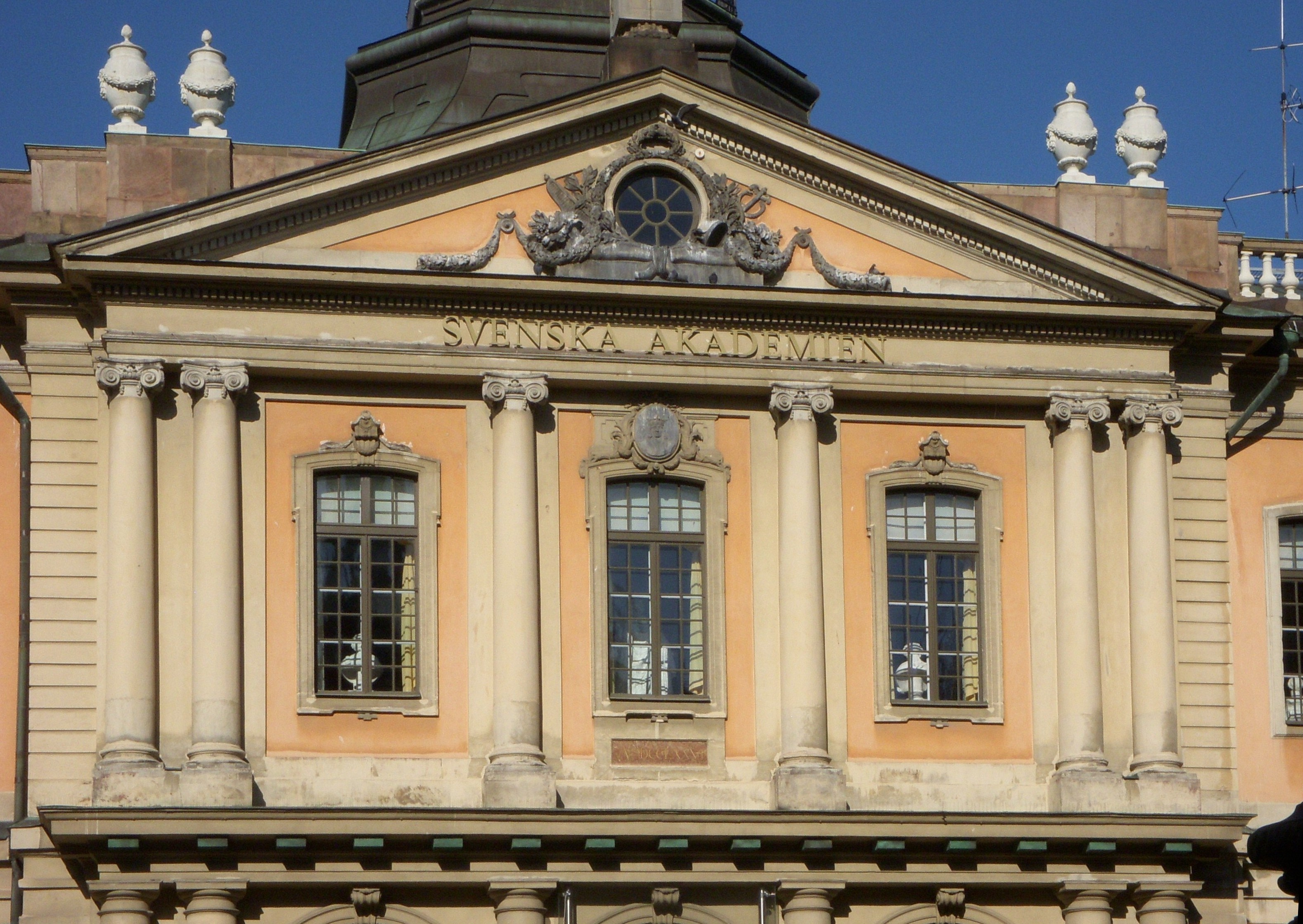
Byggnadens tympanon.
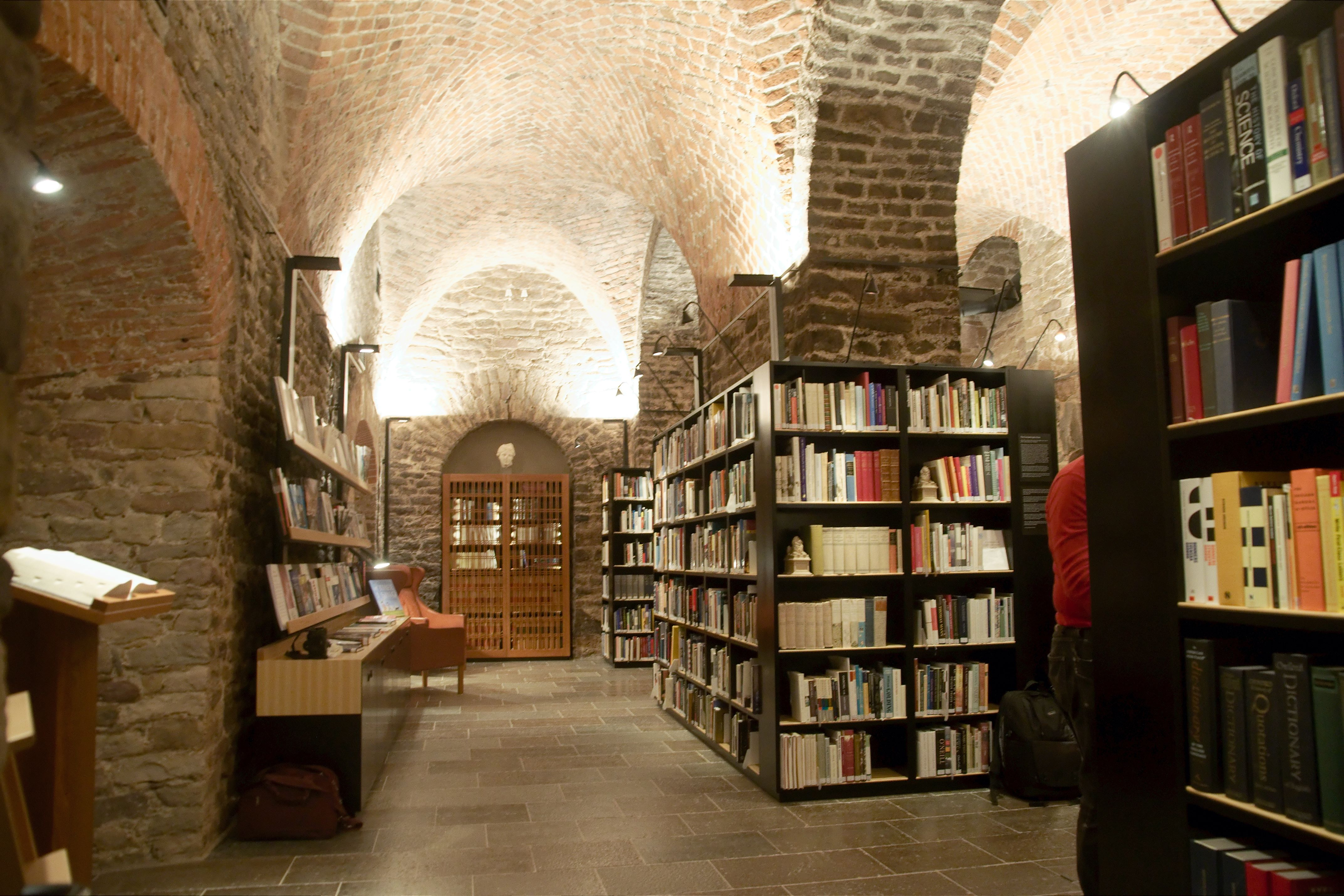
Forskningsbiblioteket.
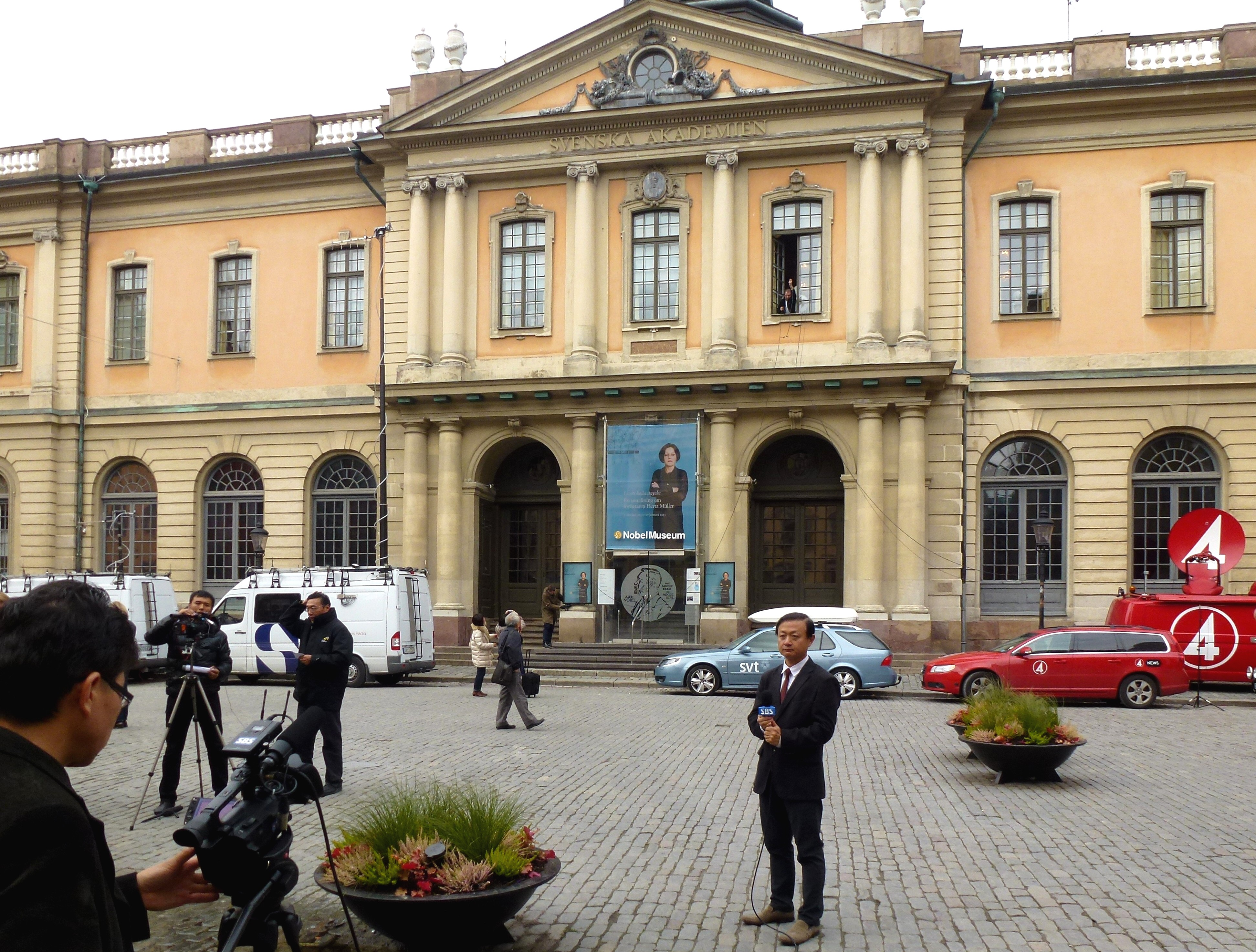
Mediauppbåd den 11 oktober 2012.

### Ur samlingarna

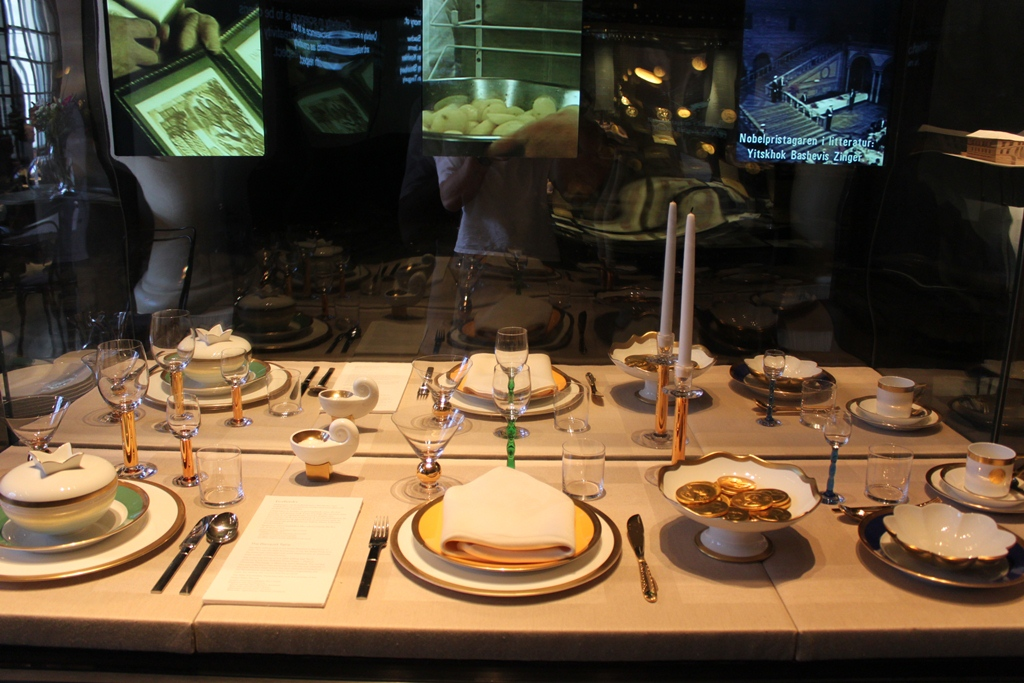
Dukningen för Nobelfesten
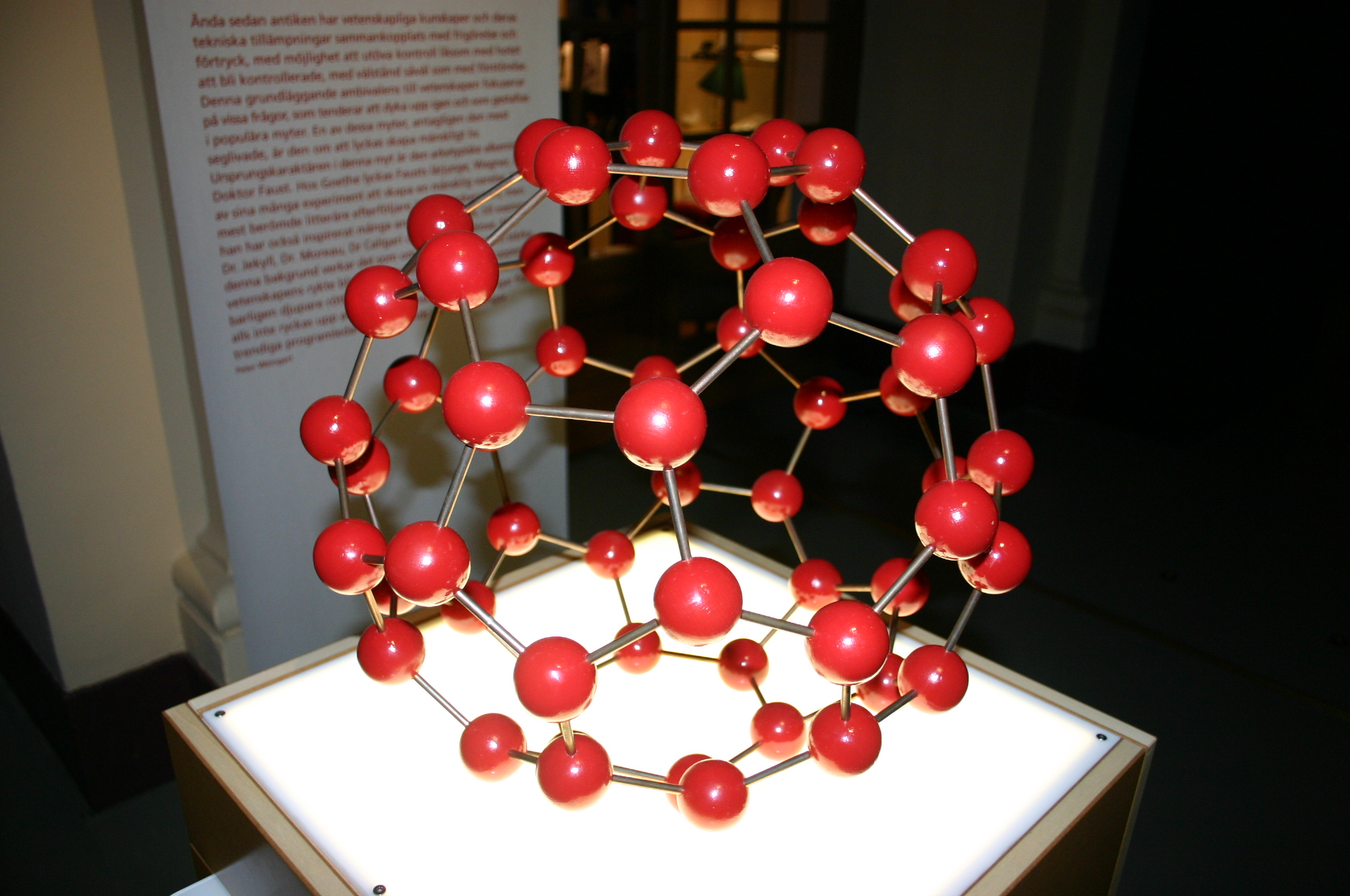
C60-modell från tillfällig utställning
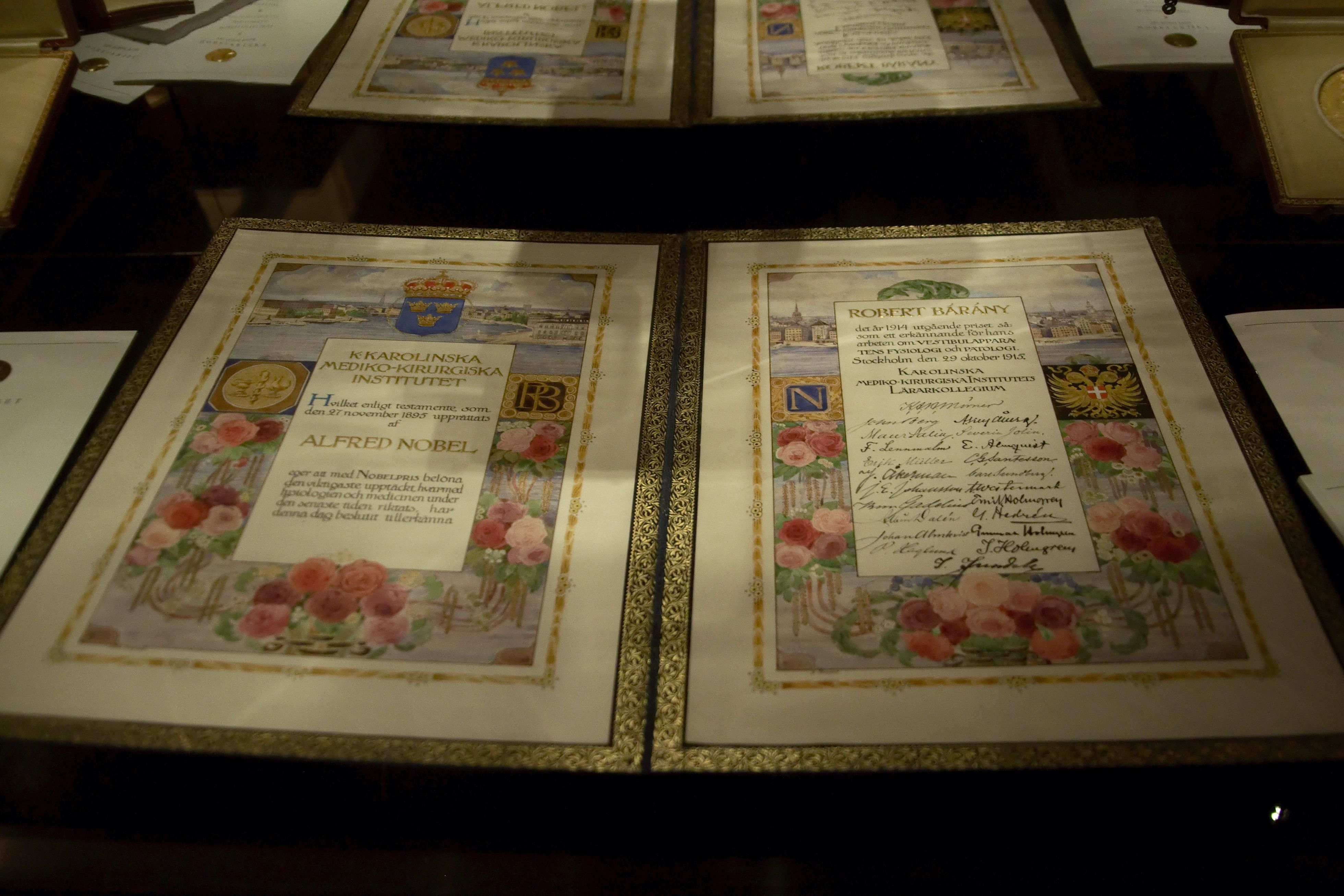
Diplom för Robert Bárány
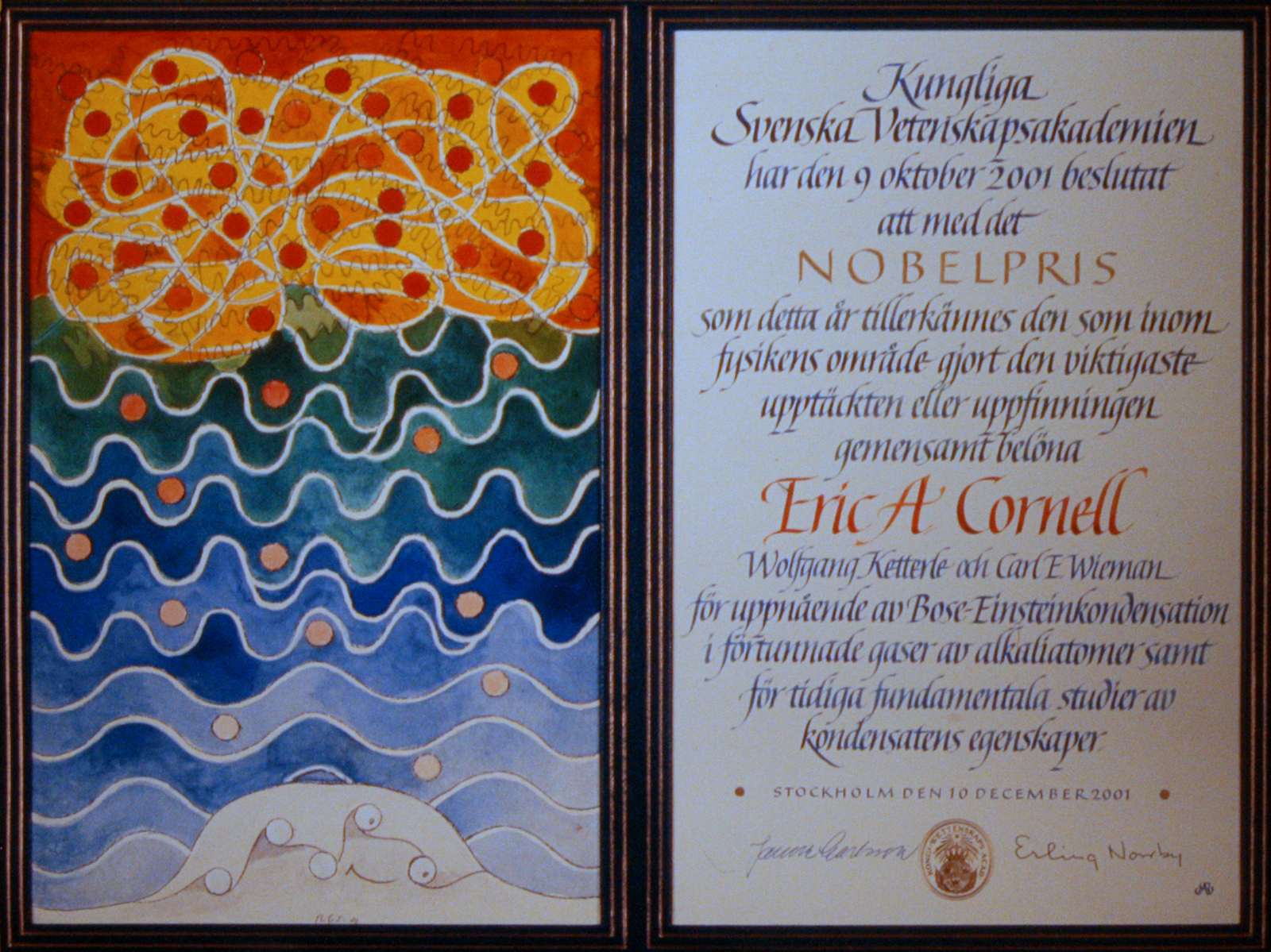
Diplom för Eric A Cornell